# Cateratte del Nilo
Le cateratte del Nilo sono tratti del Nilo, situati tra le città di Assuan e Khartum, in cui l'acqua non ha profondità sufficiente per permetterne la navigazione. Assuan è anche il punto di confine tra l'Alto Egitto e la Nubia. In alcuni tratti la corrente è di carattere torrentizio con la presenza di rapide mentre in altri il flusso è più regolare, ma comunque l'acqua è così poco profonda da permettere il guado e dunque impedire la navigazione. Partendo dal basso corso del Nilo (cioè da nord a sud), la prima cateratta si trova nel moderno Egitto mentre tutte le altre sono ubicate nel Sudan.
Le cateratte sono sei:

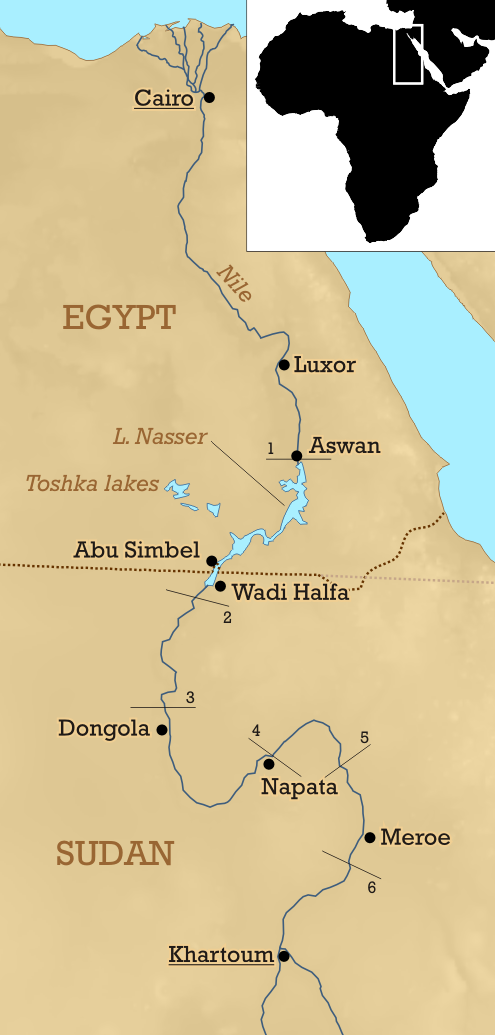
Ubicazione delle cateratte del Nilo

- la prima cateratta è ad Assuan (24°04′40.8″N 32°52′40.8″E);
- la seconda cateratta (anche detta grande cateratta) era situata nella Nubia e adesso è completamente sommersa nel lago Nasser (21°28′48″N 30°58′12″E);
- la terza cateratta è ubicata nelle prossimità di Tombos/Hannek (19°45′36″N 30°22′12″E);
- la quarta cateratta è nel deserto del Manasir ed è anch'essa sommersa dalla diga di Merowe dall'autunno del 2008 (18°54′36″N 32°21′36″E);
- la quinta cateratta è prossima alla confluenza del Nilo con il fiume Atbara (17°40′37.2″N 33°58′12″E);
- la sesta cateratta attraversa la formazione di roccia plutonica denominata la Sabaluka vicino a Bagrawiyah (16°52′48″N 33°39′36″E).

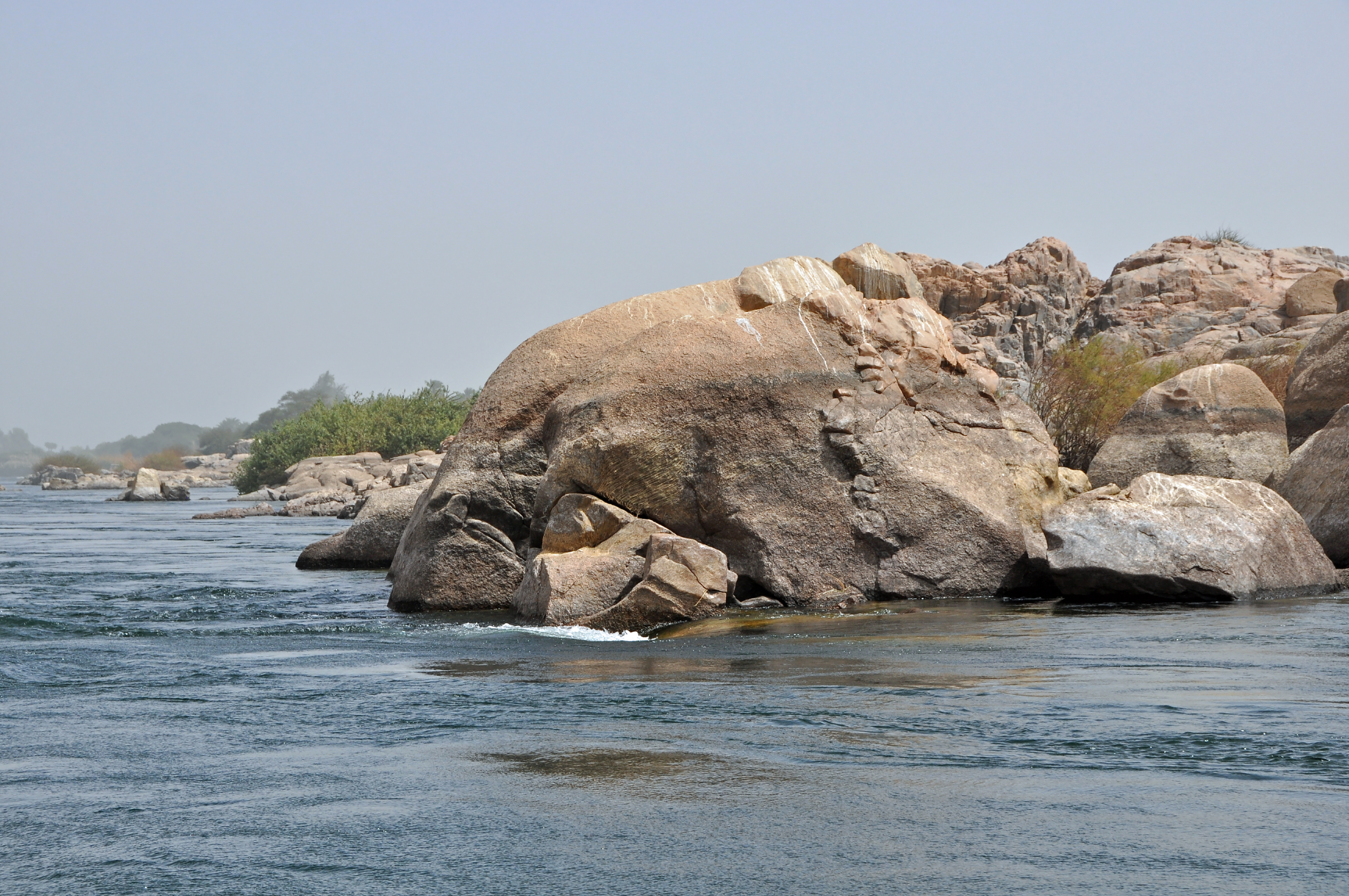
Prima cateratta

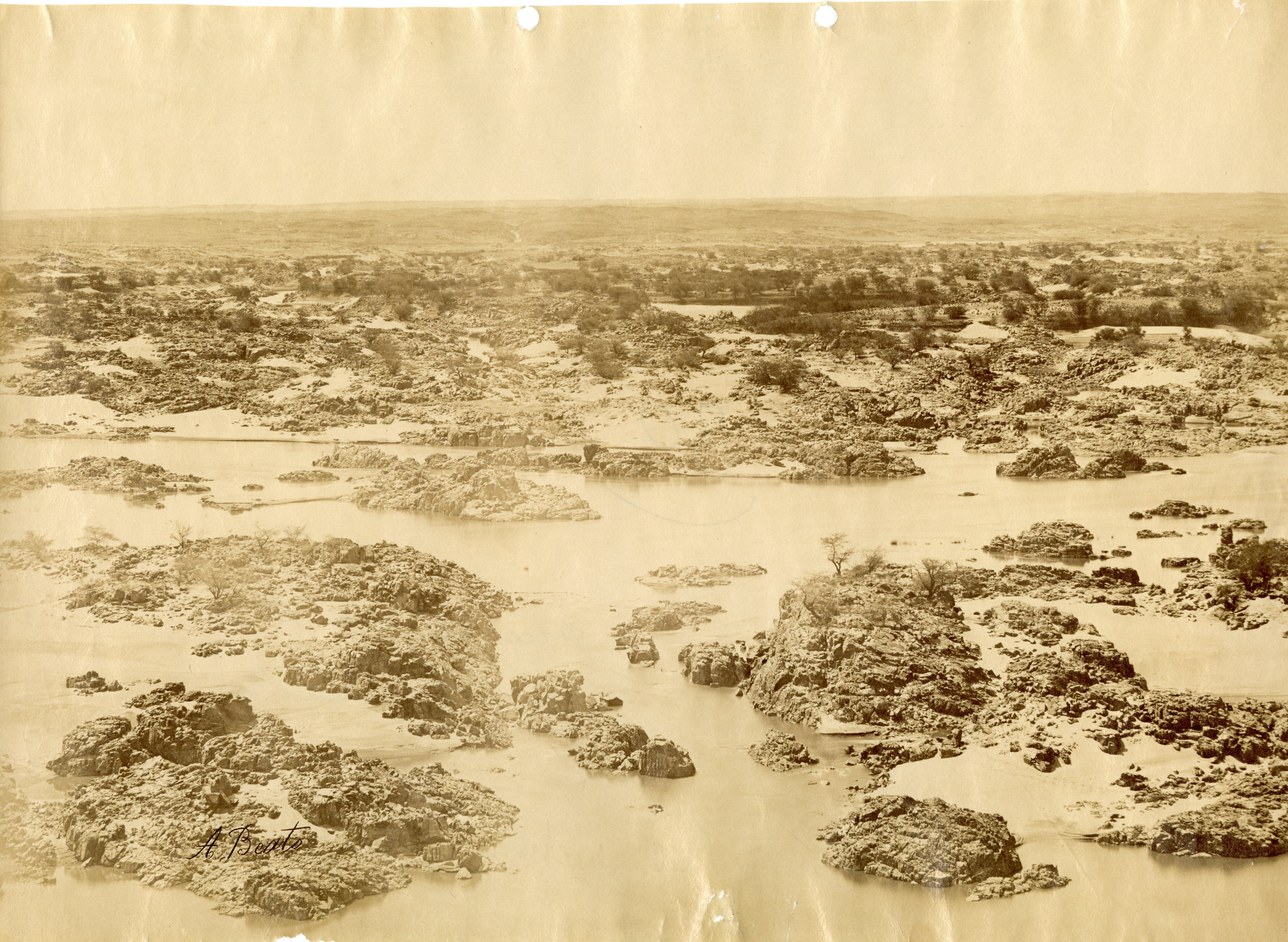
La prima cataratta prima di essere sommersa dal lago Nasser, c. 1870-1888.

L'etimologia della parola cateratta vuole dire "precipitoso" cioè "cascata" oppure "punto di inondazione". È una parola greca che significa "cascata", tuttavia le cateratte del Nilo non si possono definire propriamente delle cascate. La regione settentrionale del Sudan presenta un'alta attività sismica, cosicché il corso del Nilo assume spesso l'aspetto di un torrente, privo del tradizionale letto fluviale .

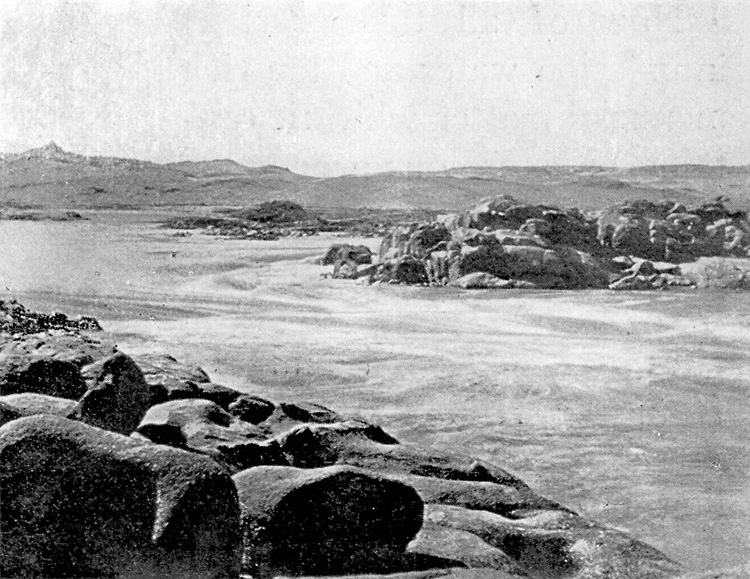
Sesta cateratta

Il massiccio nubiano ha dirottato il percorso del fiume verso l'ovest, permettendo così la formazione di diverse cateratte che, in certi tratti, nella stagione secca, si possono anche attraversare a guado. Perciò il fiume nella parte dell'Egitto è detto Nilo egizio, mentre il tratto tra Assuan e Khartum è detto Nilo delle cateratte. Malgrado queste caratteristiche, alcune di queste cateratte, nelle stagioni delle alluvioni, diventano normalmente navigabili.
Molte delle cateratte sono descritte da Winston Churchill nel suo libro Riconquistare Khartum (The River War: An Account of the Reconquest of the Sudan), scritto nel 1896-1898, quando l'esercito del Regno Unito cercò di ritornare nel Sudan dopo esservi stato scacciato nel 1885 (guerra mahdista).
Nell'antichità il Basso Egitto era il delta del Nilo, l'Alto Egitto si estendeva fino alla prima cateratta e più a monte si trovava il Regno del Kush.